# Église Saints-Pierre-et-Paul de Rosheim
Pour les articles homonymes, voir Église Saints-Pierre-et-Paul.
L'église paroissiale Saints-Pierre-et-Paul est une église romane à Rosheim dans le Bas-Rhin. C'est l'une des étapes les plus importantes de la route romane d'Alsace du nord.
Le bâtiment en grès rose et jaune a été construit autour de 1150, la croisée du transept et le clocher ont été rehaussés à partir de 1286, en style gothique. Les travaux ont commencé par l'abside qui reste aujourd'hui encore la partie la plus richement décorée. Quelques-unes des sculptures ont été abattues ou endommagées pendant la Révolution française.
L'intérieur de l'église est petit et simple et impressionne avant tout par ses proportions harmonieuses et le contraste volontaire entre les larges blocs et les pierres plus étroites des murs. L'ornementation principale se trouve sur les chapiteaux sculptés dont le fameux « chapiteau à têtes » avec ses 21 figures humaines. L'orgue de 1733 est une œuvre d'André Silbermann.
L'édifice fait l'objet d'un classement au titre des monuments historiques depuis 1840.

## Architecture

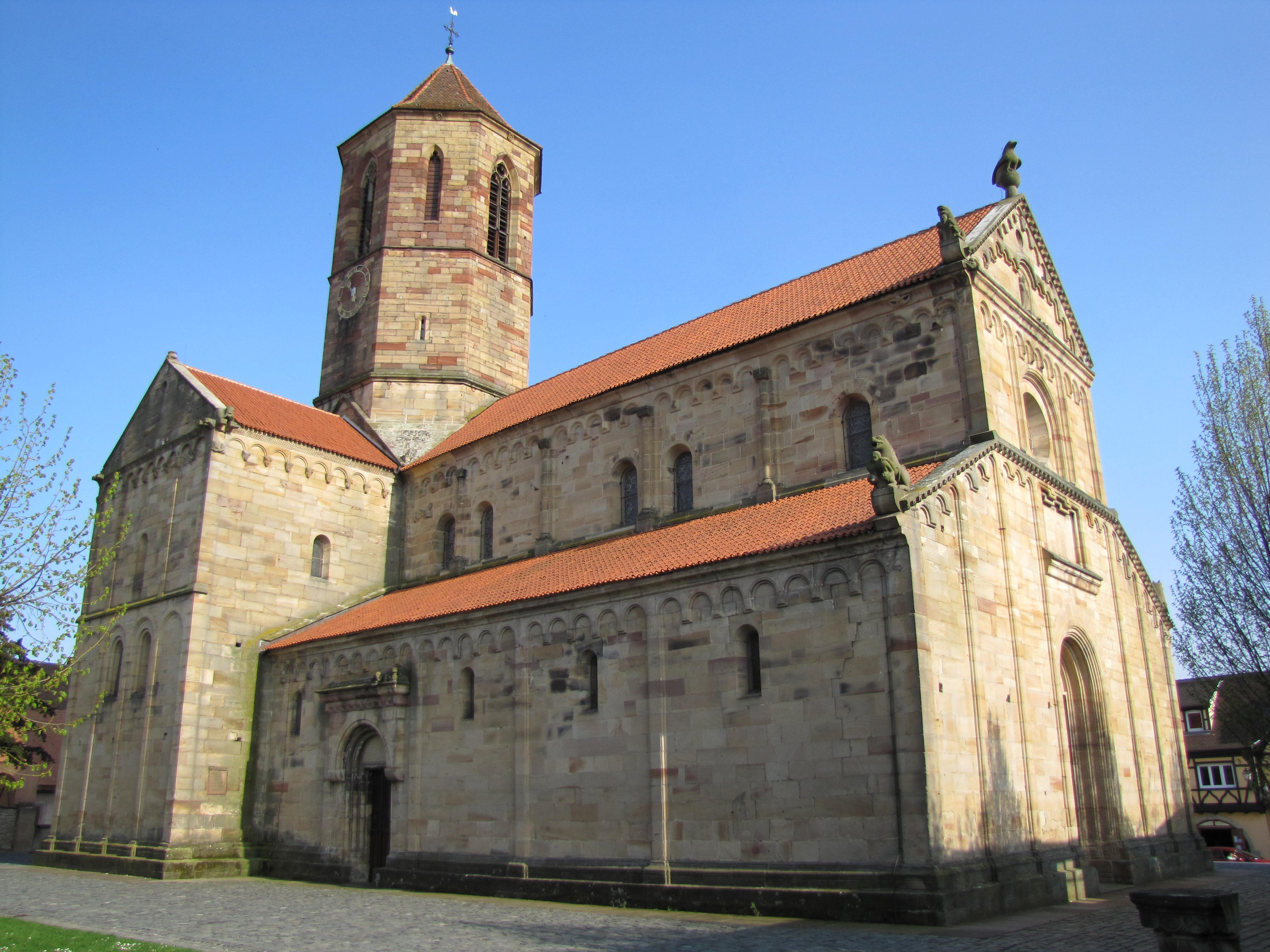
Vue du côté Nord.
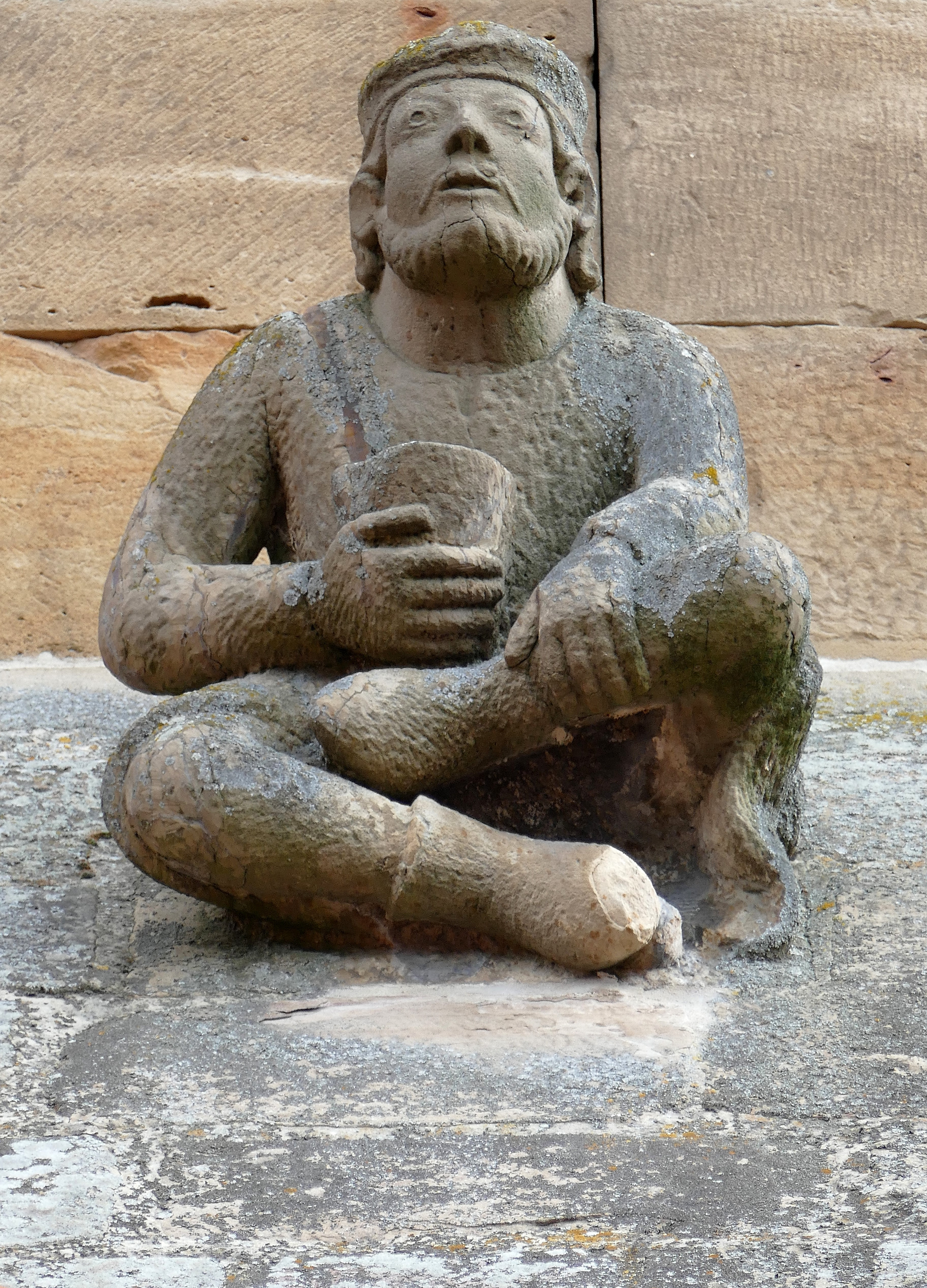
Le mendiant sur le toit de l'église.
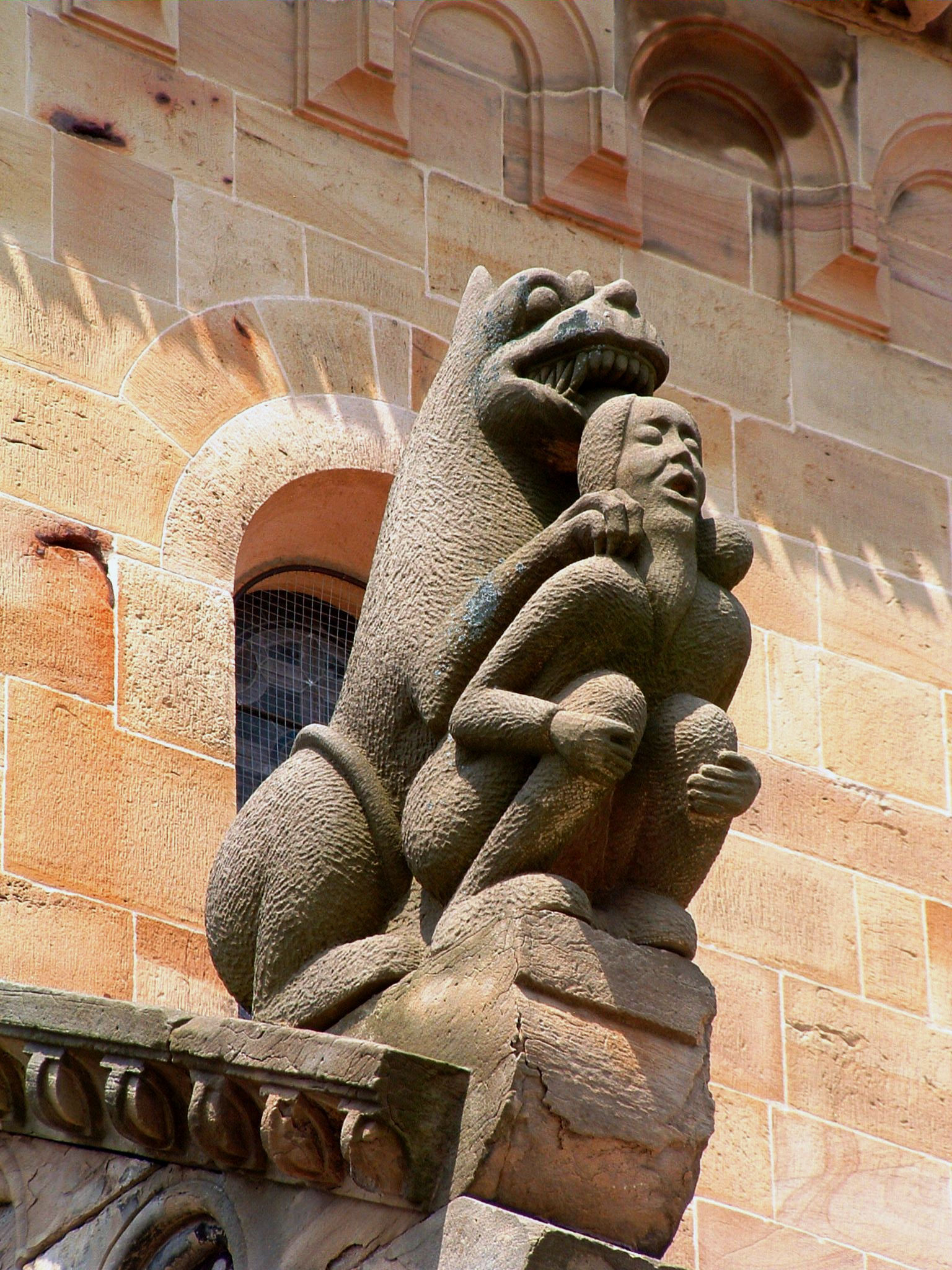
Monstre surmontant un homme.
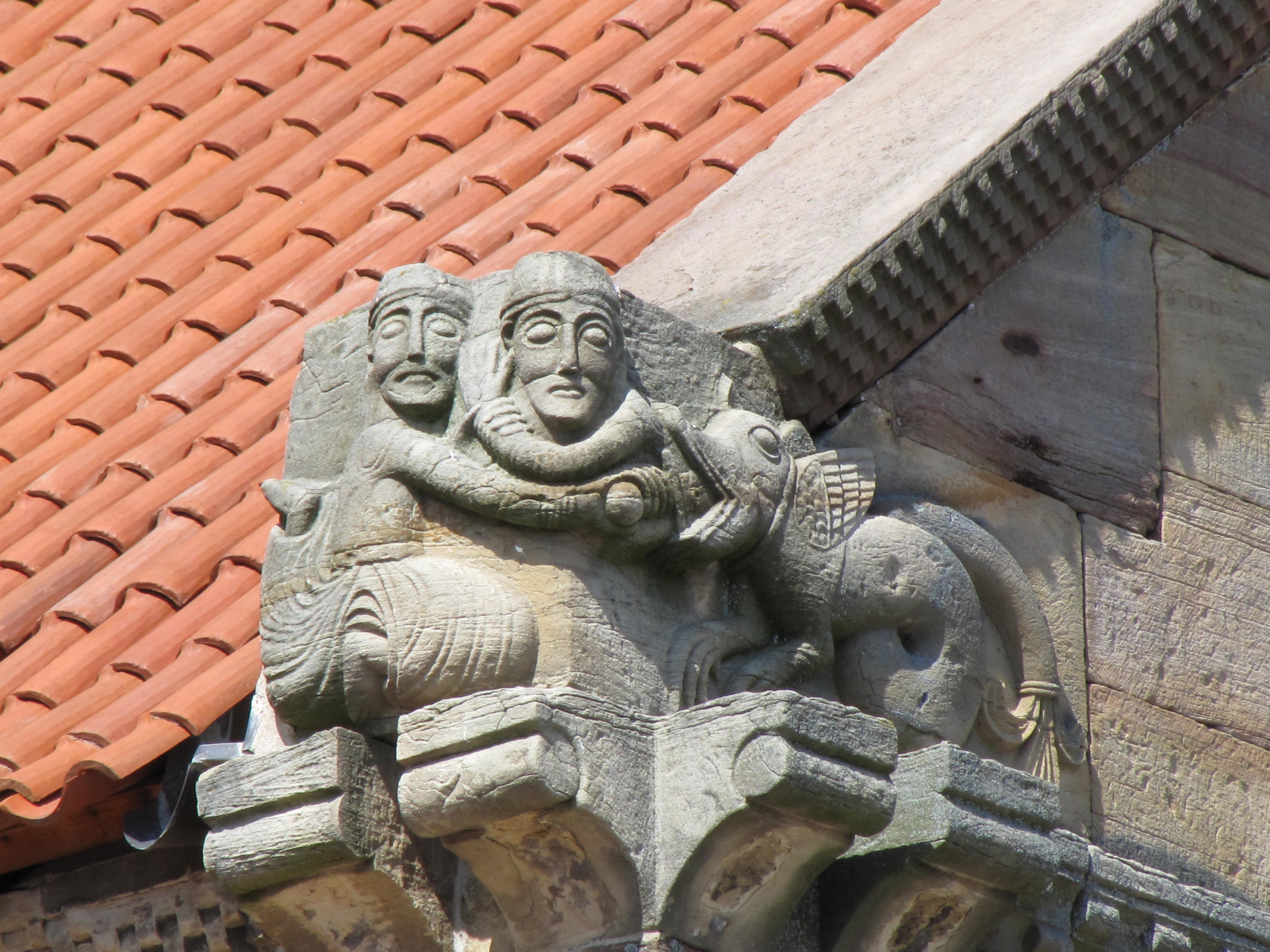
Acrotère (XIIe) "Chevalier et dragon".
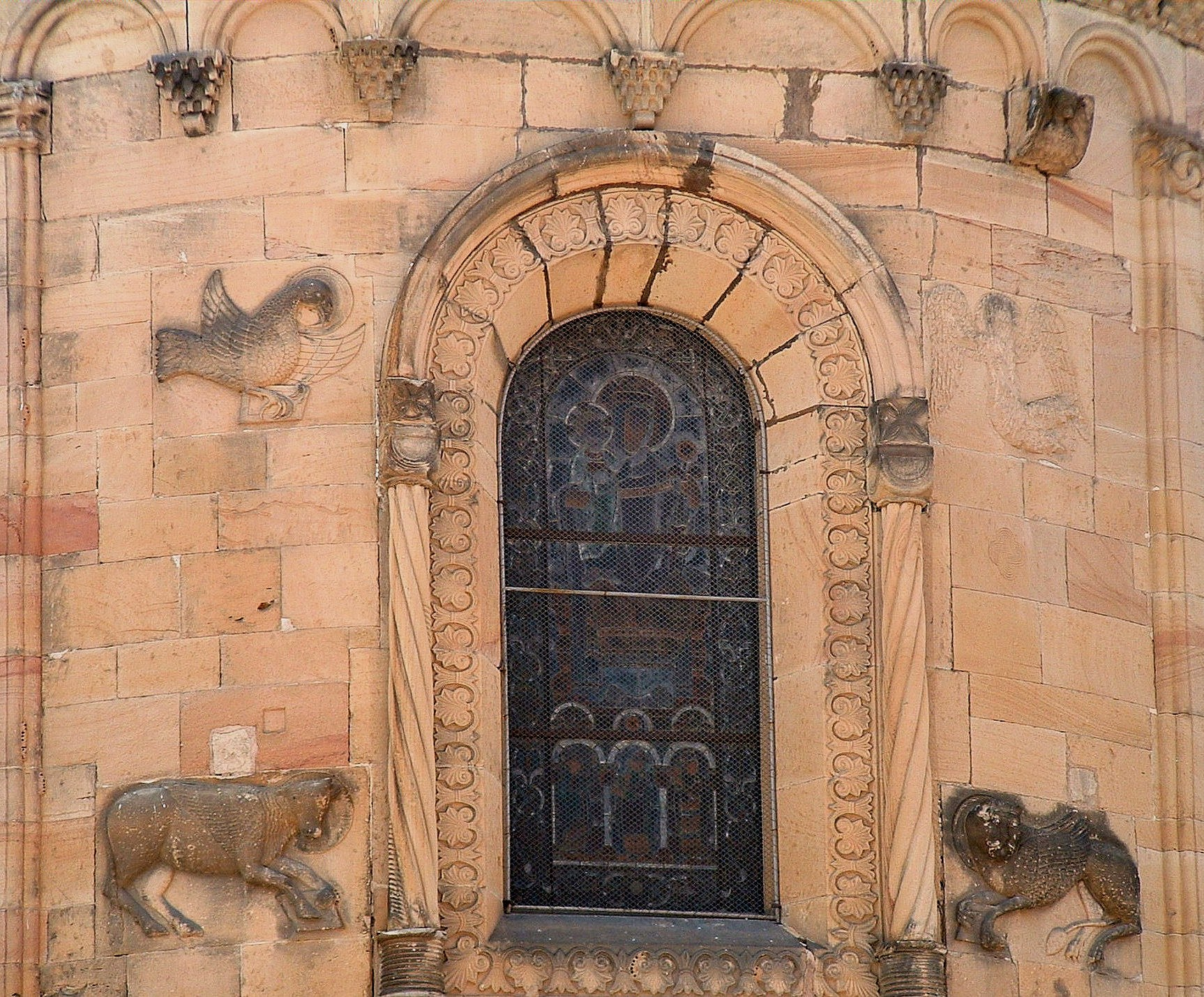
Sculptures du chevet roman.
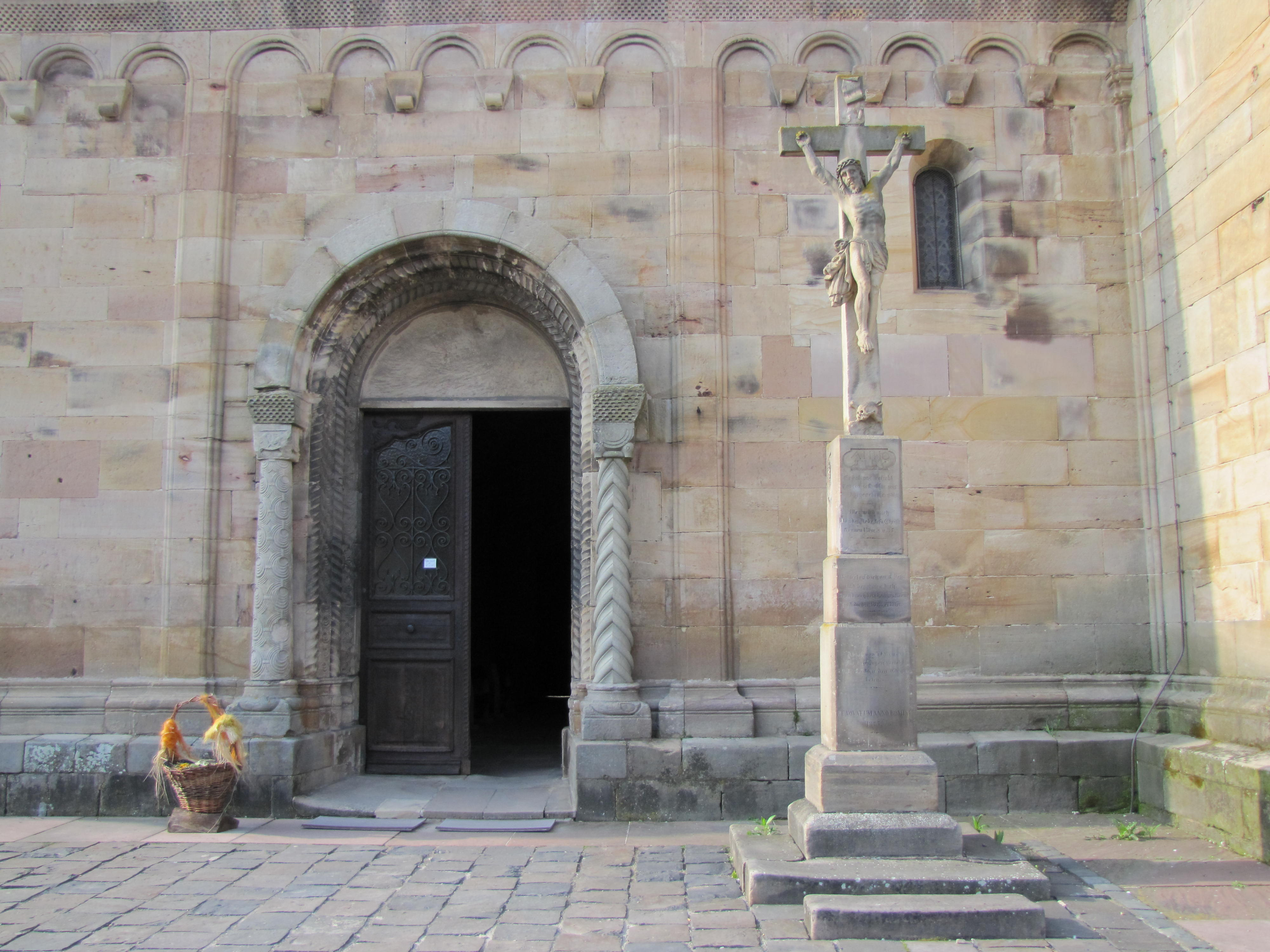
Portail Sud.
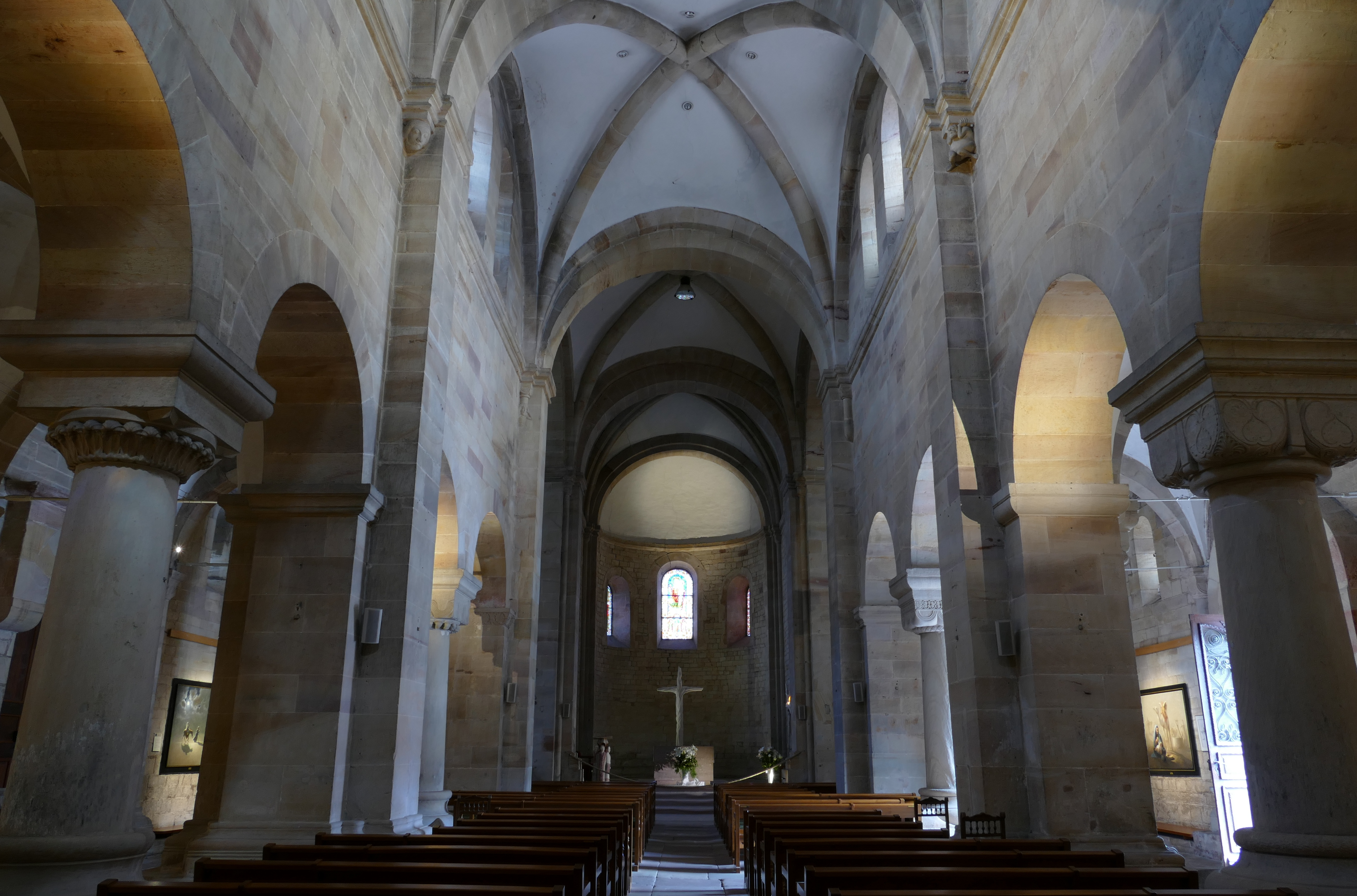
Vue intérieure de la nef vers le chœur.
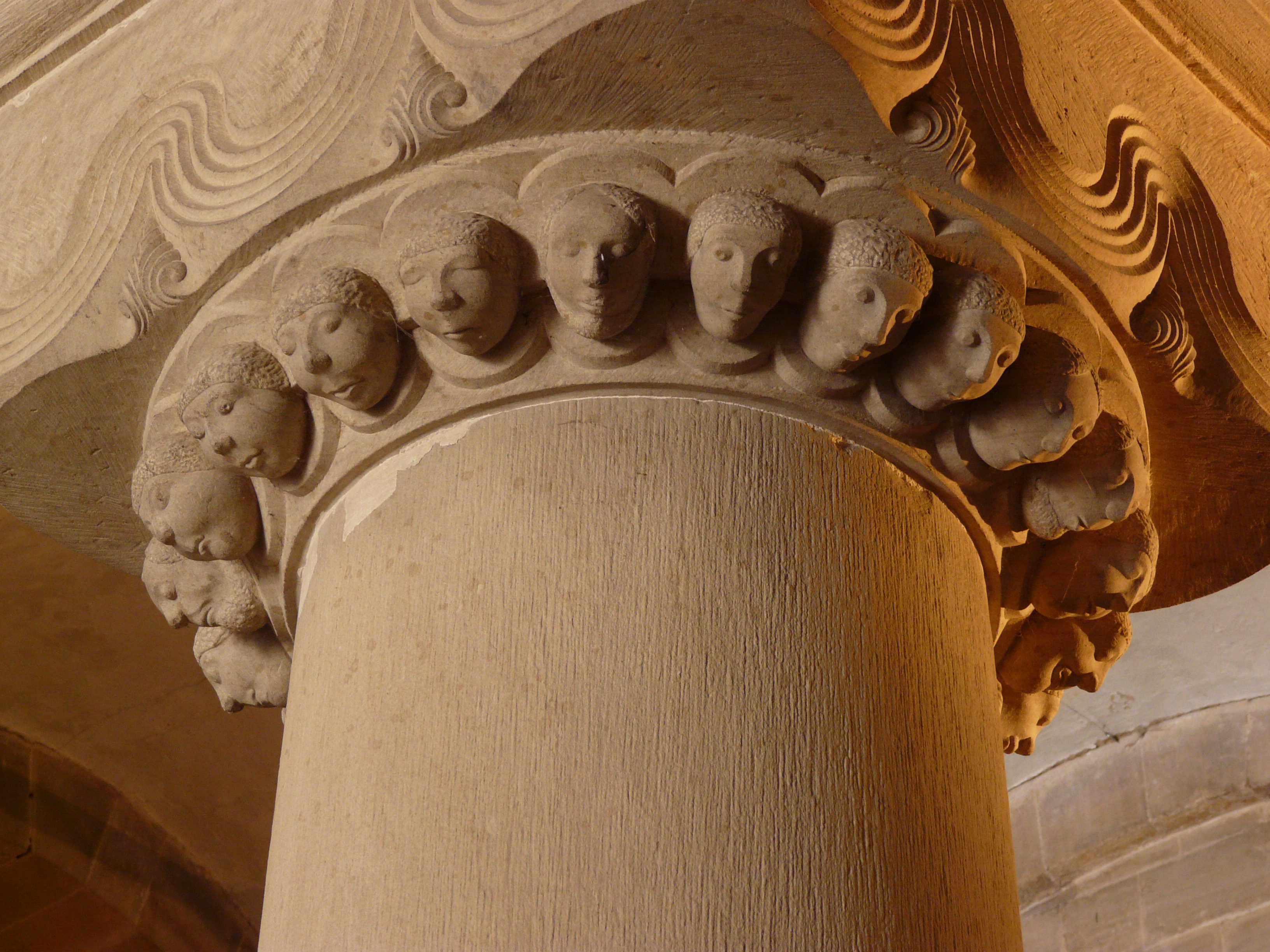
Chapiteau aux têtes.

## Sources
- (de) Cet article est partiellement ou en totalité issu de l’article de Wikipédia en allemand intitulé « St. Peter-und-Paul » (voir la liste des auteurs).

1. ↑  Notice no PA00084909, sur la plateforme ouverte du patrimoine, base Mérimée, ministère français de la Culture